# Diabolical (Destruction)
Diabolical è il quindicesimo album in studio del gruppo musicale Destruction, edito dalla Napalm Records.

## Tracce
1. Under the Spell – 1:13
2. Diabolical – 4:09
3. No Faith in Humanity – 4:17
4. Repent Your Sins – 4:08
5. Hope Dies Last – 3:34
6. The Last of a Dying Breed – 4:09
7. State of Apathy – 3:46
8. Tormented Soul – 4:45
9. Servant of the Beast – 3:49
10. The Lonely Wolf – 3:54
11. Ghost from the Past – 3:04
12. Whorefication – 3:59
13. City Baby Attacked by Rats (cover G.B.H.) – 2:29

Durata totale: 47:16

## Formazione
- Marcel "Schmier" Schirmer – basso, voce
- Martin Furia – chitarra
- Damir Eskić - chitarra
- Randy Black - batteria, percussioni